# Rok Afriky

Státy, které získaly nezávislost během roku Afriky (červeně)

Jako Rok Afriky se označuje rok 1960, kdy 18 států západní a subsaharské Afriky získalo nezávislost (14 států na Francii, dva na Británii, po jednom na Belgii a Itálii) 
O tři roky později se některé nezávislé státy spojily a vytvořily Organizaci africké jednoty. Ta v roce 2002 zanikla a státy se staly členy Africké unie. 
1. 1. ledna – Kamerun získal nezávislost na Francii
2. 27. dubna – Togo (Francie)
3. 26. června – Madagaskar (Francie)
4. 26. června – Britské Somálsko (Velká Británie)
5. 30. června – Demokratická republika Kongo (Belgie)
6. 1. července – Italské Somálsko (Itálie)
7. 1. srpna – Dahome, dnes Benin (Francie)
8. 3. srpna – Niger (Francie)
9. 5. srpna – Horní Volta, dnes Burkina Faso (Francie)
10. 7. srpna – Pobřeží slonoviny (Francie)
11. 11. srpna – Čad (Francie)
12. 13. srpna – Středoafrická republika (Francie)
13. 15. srpna – Republika Kongo (Francie)
14. 17. srpna – Gabon (Francie)
15. 20. srpna – Senegal (Francie)
16. 22. září – Mali (Francie)
17. 1. října – Nigérie (Velká Británie)
18. 28. listopadu – Mauritánie (Francie)

Již v den vyhlášení nezávislosti italského Somalilandu se stát sloučil se stávajícím nezávislým britským Somalilandem do dnešního Somálska, proto bývá rok Afriky uváděn jako rok, kdy získalo nezávislost 17 samostatných států.